# Cima Capi
Die Cima Capi ist ein 909 m s.l.m. hoher Berg in den Gardaseebergen im Trentino, der unter anderem über mehrere Klettersteigrouten zu erreichen ist.

## Lage
Der Berg liegt am südöstlichen Ende der Rocchetta-Gruppe und fällt an seiner Südseite zur tief ausgewaschenen Ponale-Schlucht und an seiner Ostseite zum Gardasee ab. Benachbarter Gipfel ist im Nordwesten die Cima Rocca (1089 m s.l.m.). Das Val Sperone trennt die Cima Capi im Norden vom nur wenig niedrigeren Monte di Riva (865 m s.l.m.). An der Ostseite erhebt sich ein kleiner markanter Felsturm, der Torre Innominata, der durch eine Rinne von der Ostwand der Cima Capi getrennt ist. Durch den Fuß der Ostwand wurde in der Mitte des 19. Jahrhunderts die Trasse der Ponalestraße geführt.

## Alpinismus
Die Cima Capi, von den Einheimischen auch als Cimegoi bezeichnet, wurde lange Zeit von Alpinisten ignoriert. Sie wurde erstmals 1908 von Arturo Ehrne über den Südgrat bestiegen, über den seit 1977 der Klettersteig „Fausto Susatti“ führt. Die Besteigung fand im Winter statt, weshalb sie auch als erste Winterbesteigung gilt. Die mehrere hundert Meter abfallende Ostwand zählt zu den schwierigsten Kletterwänden der Gardaseeberge. Sie wurde erstmals in 1939 von Pino Fox und Marino Stenico in 14 Stunden durchstiegen. Weitere Routen durch die Ostwand wurden ab den 1970er Jahren eröffnet.

### Klettersteigroute
Startpunkte für die Klettersteigtour sind sowohl Riva del Garda (78 m s.l.m.) als auch Biacesa (418 m s.l.m.) im Ledrotal. Der Weg führt durch Kriegsstollen hindurch und an Schützengräben vorbei, die im Ersten Weltkrieg entstanden sind (Gebirgskrieg 1915–1918). Er bietet zudem Aussicht auf den Gardasee und die östlichen Gardaseeberge. Insgesamt besteht die Route aus vier Klettersteigen: Sentiero „Fausto Susatti“, Sentiero „Mario Foletti“, Sentiero Camminamenti, Sentiero delle Laste. Der Schwierigkeitsgrad wird mit B angegeben.

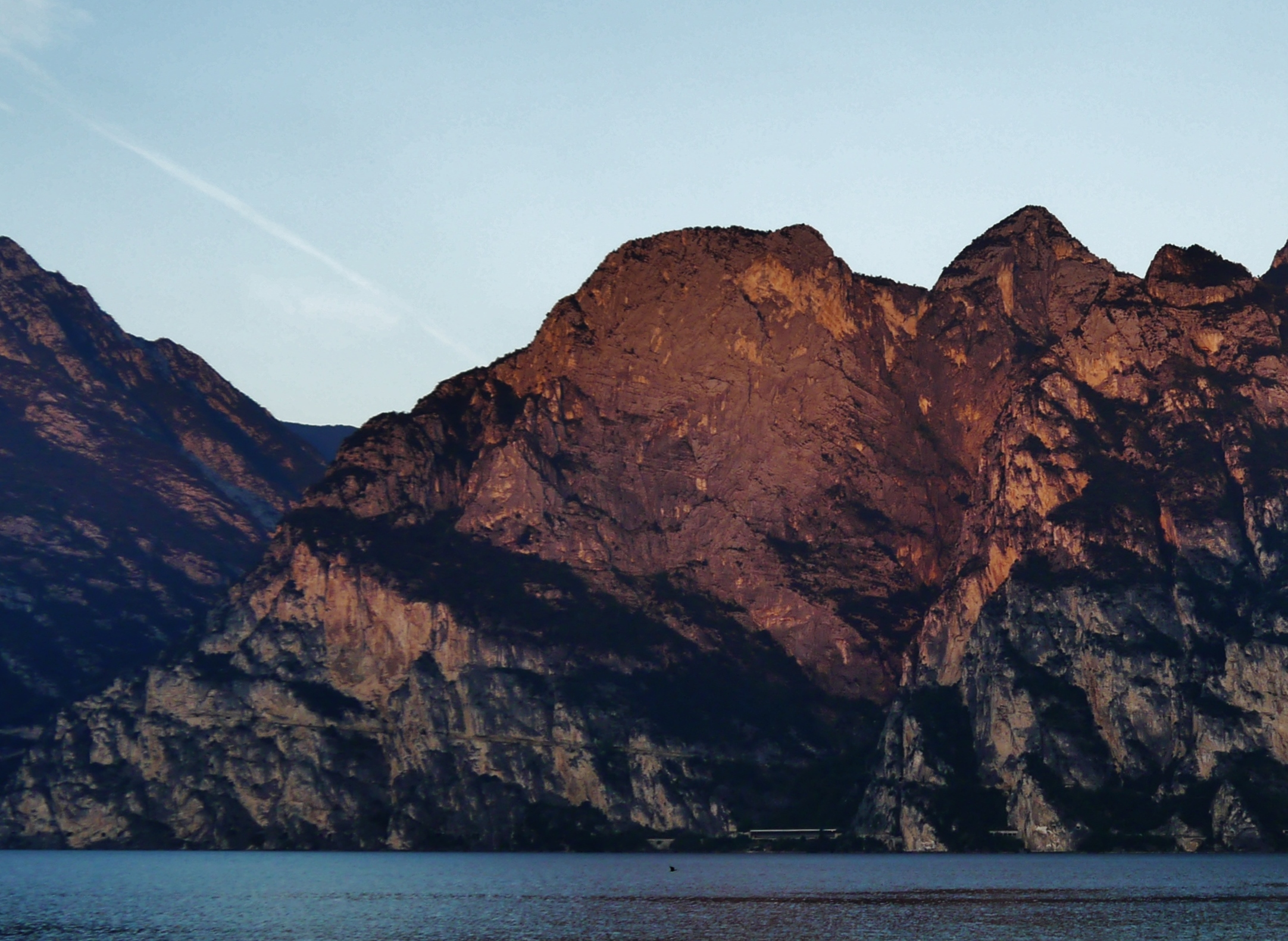
Die in der Morgensonne liegende Ostwand, sie zählt zu den schwersten Kletterwänden in den Gardaseebergen
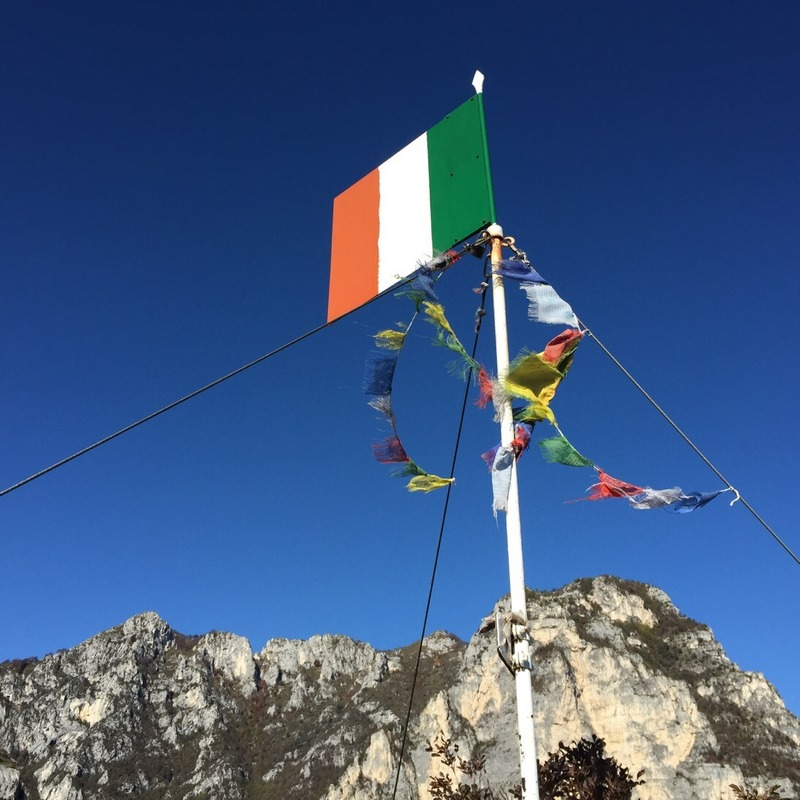
Gipfel-Flagge
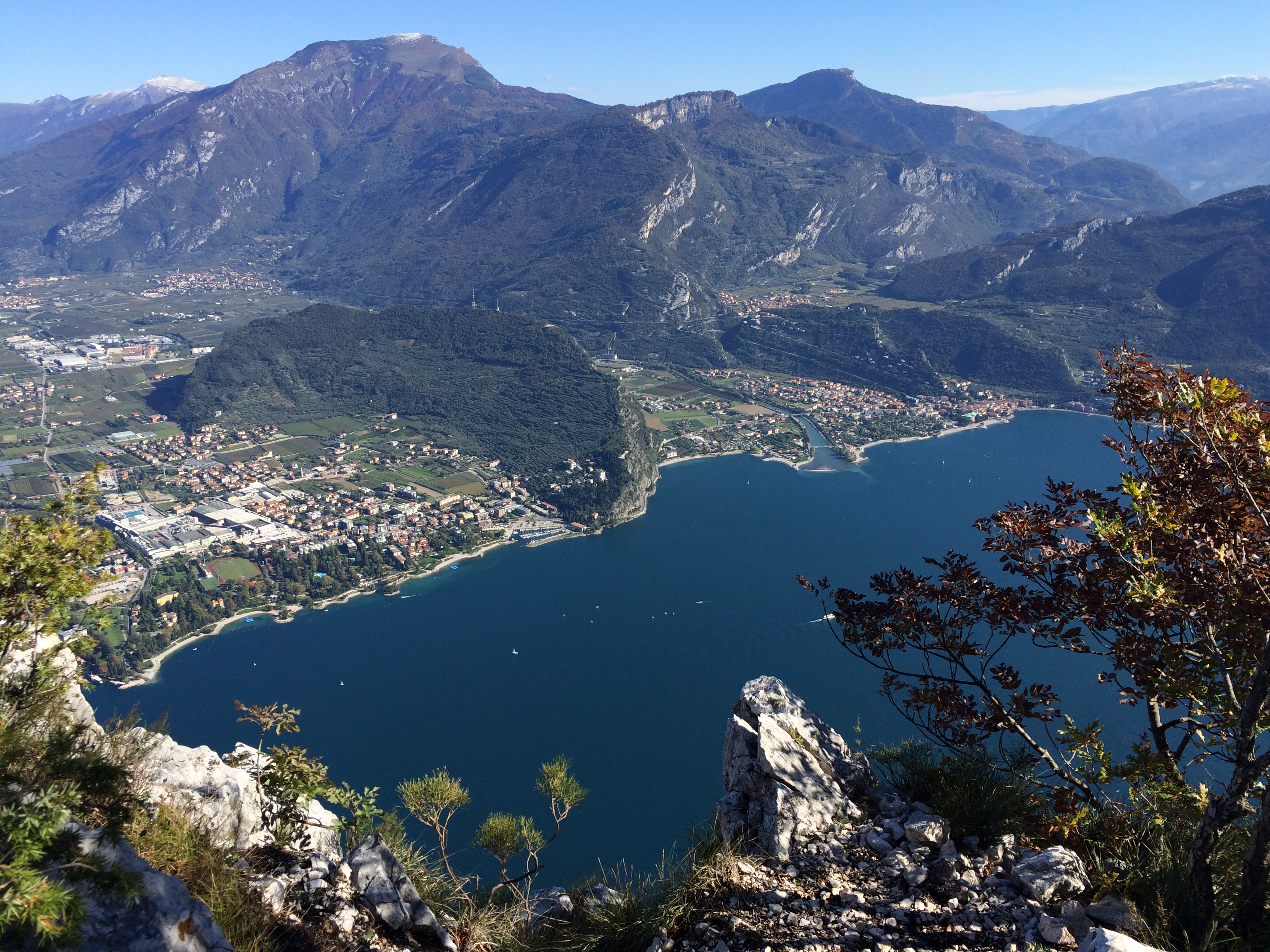
Aussicht auf das Nordufer des Gardasees mit dem Monte Brione und dem Monte Stivo
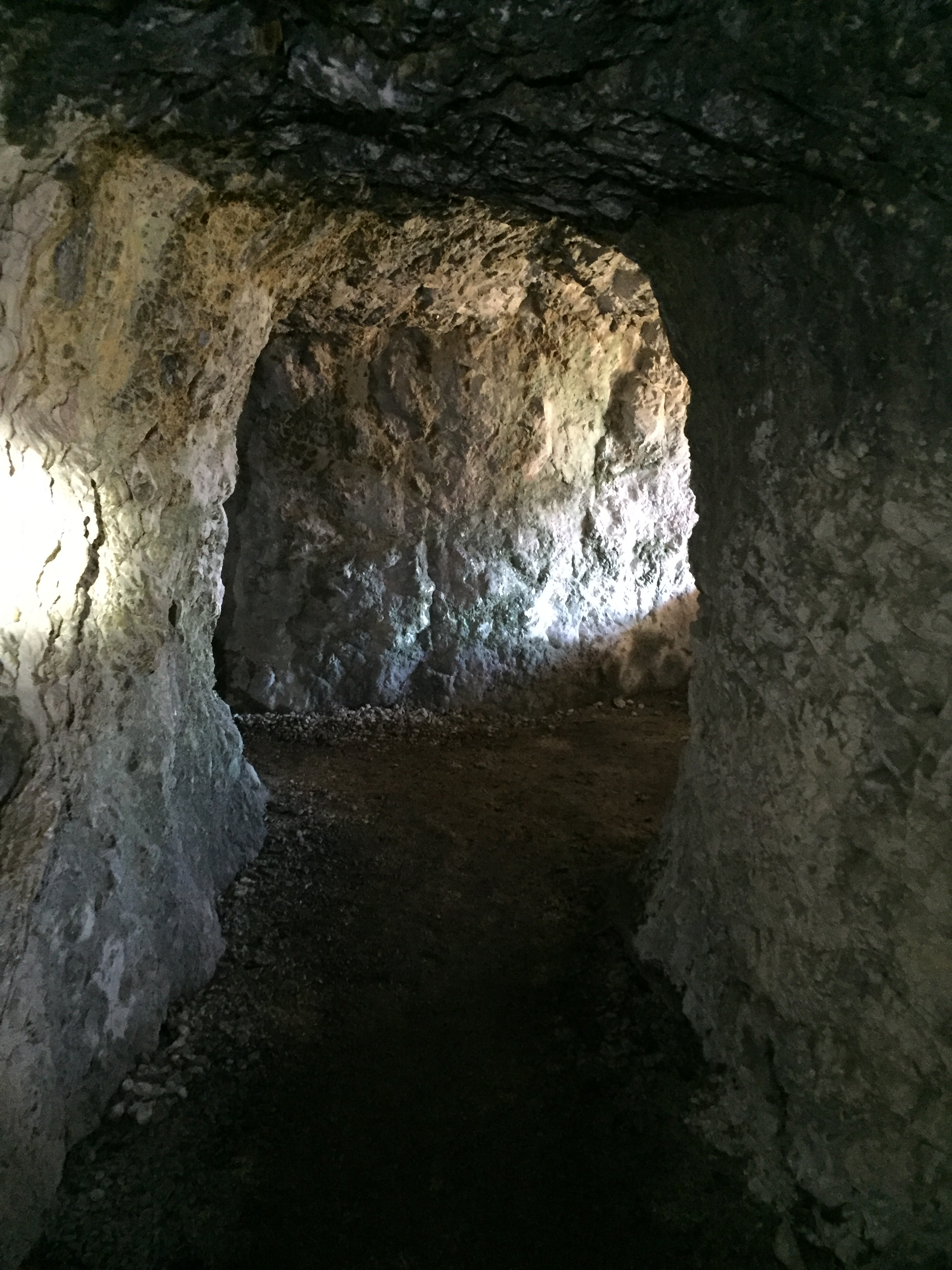
Kriegsstollen im Berg
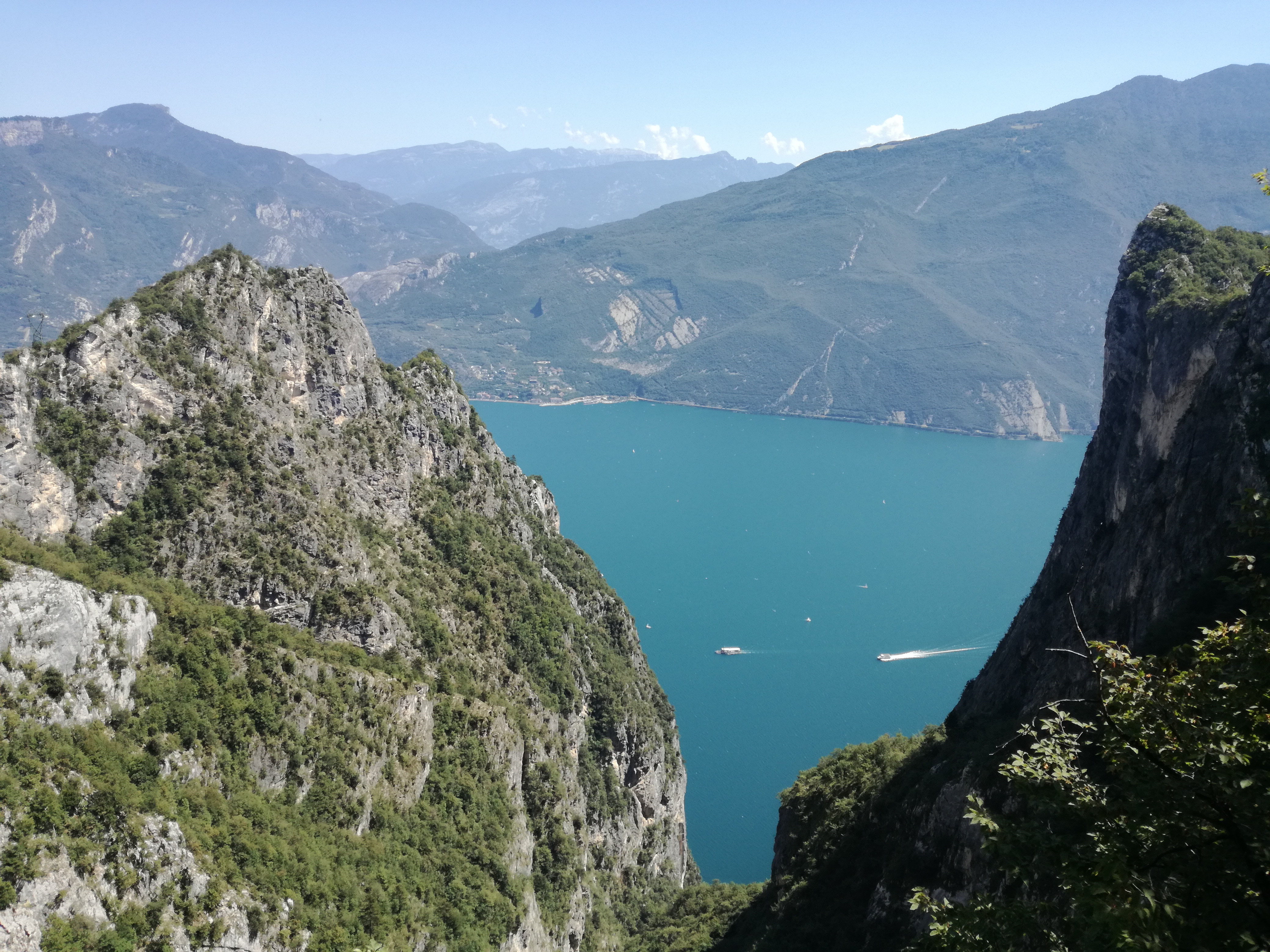
Val Sperone mit dem Monte di Riva (links) und der Cima Capi (rechts)